# Pyszczyn (województwo wielkopolskie)

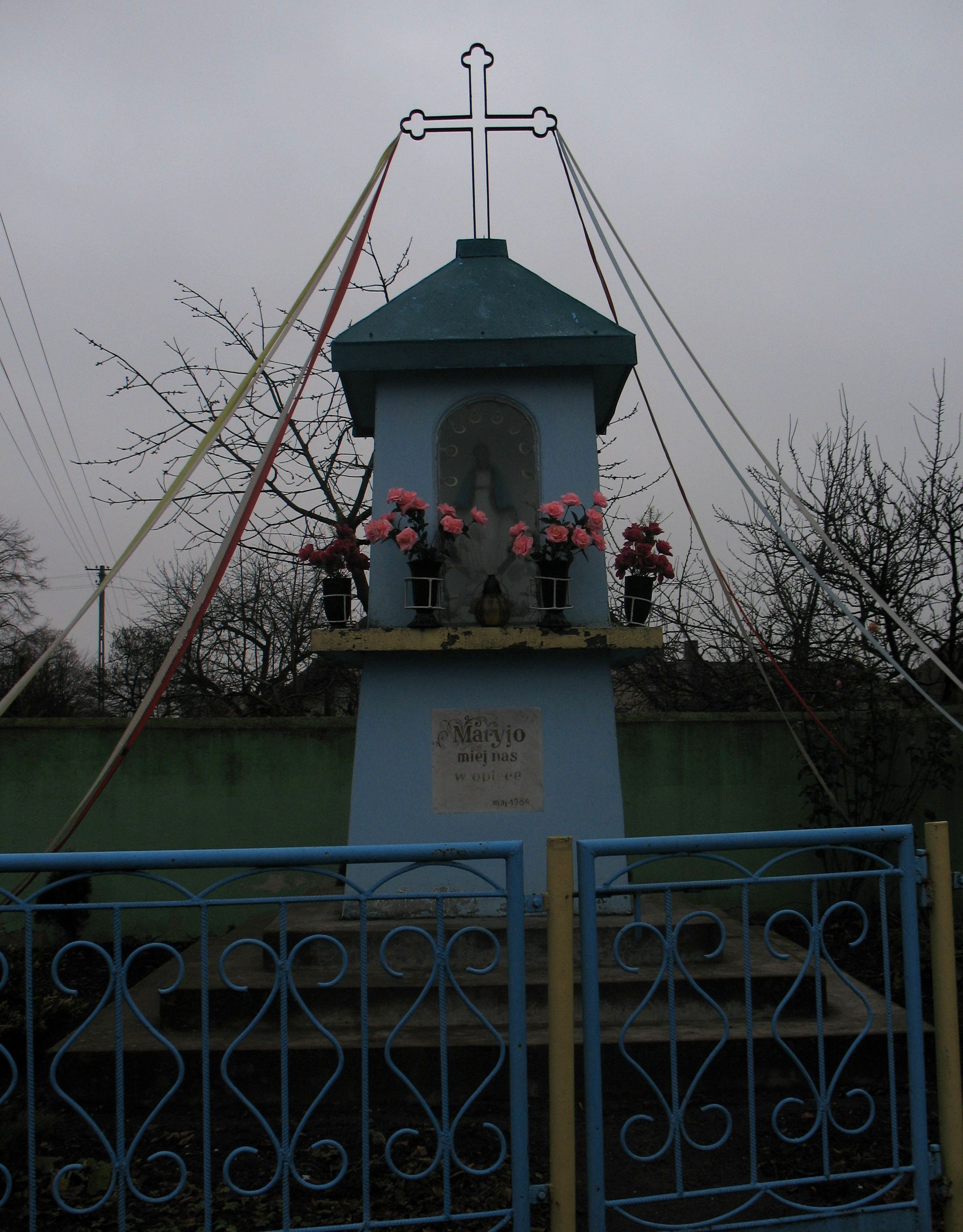
kapliczka przy wjeździe do wsi

Pyszczyn – wieś w Polsce położona w województwie wielkopolskim, w powiecie gnieźnieńskim, w gminie Gniezno, nad jeziorem Pyszczynek. Od południa graniczy z Gnieznem.
Wieś duchowna Pyszczyno, własność kapituły katedralnej gnieźnieńskiej, pod koniec XVI wieku leżała w powiecie gnieźnieńskim województwa kaliskiego. W latach 1975–1998 miejscowość położona była w województwie poznańskim.

## Historia
Pyszczyn wymieniony został pośród innych polskich miejscowości w roku 1136 w tzw. Bulli gnieźnieńskiej jednym z najcenniejszych zabytków polskiej historiografii.
Urodził się tu Ludwik Gawrych ps. „Gustaw”, „1944” – major Wojska Polskiego, członek Narodowej Organizacji Wojskowej i Armii Krajowej. W powstaniu warszawskim dowódca batalionu „Gustaw”.